# NGC 1866
NGC 1866 är en klotformig stjärnhop i Stora magellanska molnet i stjärnbilden Svärdfisken. Den upptäcktes den 3 augusti 1826 av James Dunlop. 